# Cathy Boswell
Catherine La Ora Boswell, detta Cathy (Joliet, 10 novembre 1962), è un'ex cestista statunitense, professionista nella ABL e medaglia d'oro alle olimpiadi del 1984.

## Carriera
Con gli Stati Uniti ha disputato i Giochi olimpici di Los Angeles 1984.